# Piogaster albina
Piogaster albina är en stekelart som beskrevs av Perkins 1958. Piogaster albina ingår i släktet Piogaster och familjen brokparasitsteklar. Inga underarter finns listade i Catalogue of Life.